# Ꚍ
 Тази статия е за кирилската буква.  За гръцката буква вижте Тау.  
Ꚍ, ꚍ е буква от кирилицата, част от старата абхазка азбука. Въведена е от Пьотър Услар през 1862 година, когато излиза неговата монография „Абхазский язык“. Обозначава беззвучната венечна изтласкваща преградна съгласна /tʼʷ/, към чието произношение има добавена и лабиализация (оустнение)/ʷ/. Предсталвява заемка от гръцката азбука на ръкописния вариант на малката буква Тау τ. В съвременната абхазка азбука звукът /tʼʷ/ се предава чрез диграфа Тә.